# Violência religiosa na Índia
A violência religiosa na Índia inclui atos de violência por parte de seguidores de um grupo religioso contra seguidores e instituições de outro grupo religioso, muitas vezes sob a forma de motins. A violência religiosa na Índia, especialmente nos últimos tempos, tem geralmente envolvido hindus e muçulmanos, apesar de incidentes de violência também envolverem cristãos, judeus e sikhs.
Apesar da constituição da Índia ser secular e tolerante religiosamente, a representação religiosa ampla em vários aspectos da sociedade, incluindo o governo, o papel ativo desempenhado por órgãos autônomos, tais como a Comissão Nacional de Direitos Humanos da Índia e a Comissão Nacional para as Minorias, e o trabalho feito por organizações não governamentais, atos esporádicos e, por vezes graves, de violência religiosa tendem a ocorrer como as causas principais da violência religiosa, muitas vezes são profundas na história, nas atividades religiosas e políticas da Índia.
Juntamente com organizações domésticas, as organizações internacionais de direitos humanos, como a Anistia Internacional e a Human Rights Watch publicam relatórios sobre atos de violência religiosa na Índia. Ao longo do período de 2005 a 2009, uma média de 130 pessoas morreram por ano pela violência entre comunidades, ou cerca de 0,01 mortes por 100.000 habitantes. O estado de Maharashtra registrou o maior número total de mortes relacionadas com a violência religiosa durante esse período de 5 anos, enquanto Madhya Pradesh experimentou a maior taxa de mortalidade por ano por 100.000 habitantes entre 2005 e 2009. Ao longo de 2012, um total de 97 pessoas morreram em toda a Índia pelos diversos distúrbios relacionados com a violência religiosa. A taxa média anual mundial de mortes por violência intencional, nos últimos anos, tem sido de 7,9 por 100.000 pessoas.

## Índia moderna

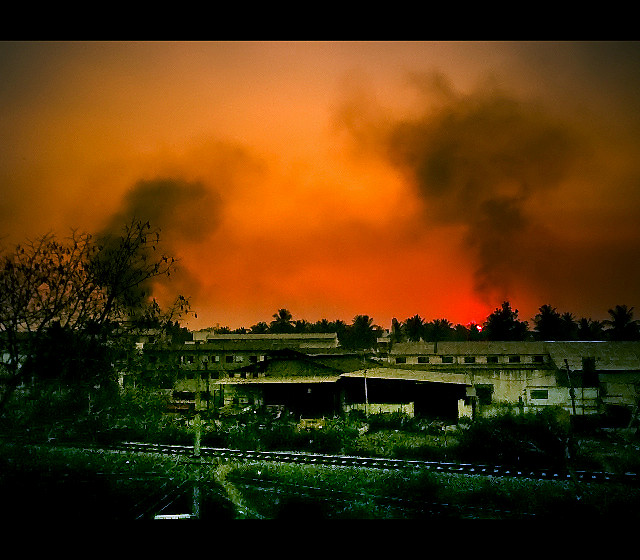
Em 2010, depois que um artigo escrito por Taslima Nasrin foi publicado num jornal local, alguns o consideraram ofensivo ao Islã. A violência religiosa sacudiu Shimoga Karnataka com incêndio criminoso generalizado (mostrado acima) e saques. Duas pessoas morreram e 100 ficaram feridas.

Violência religiosa e motins em grande escala têm ocorrido periodicamente na Índia desde a sua independência do domínio colonial britânico.

### Motins comunais em Gujarat (1969)
A violência religiosa iniciou-se entre hindus e muçulmanos entre setembro e outubro de 1969, em Gujarat. Foi a violência entre hindus e muçulmanos mais mortal desde a partição da Índia em 1947.
Os motins começaram depois de um ataque a um templo hindu em Ahmedabad, mas rapidamente se expandiram para as principais cidades e vilas de Gujarat. A violência incluiu ataques a chawls muçulmanos por seus vizinhos dalit hindus. A violência continuou ao longo de uma semana, em seguida, o tumulto foi reiniciado um mês depois. . Cerca de 660 pessoas foram mortas (430 muçulmanos, o restante hindus), 1.074 pessoas ficaram feridas e mais de 48 mil perderam suas propriedades.

### Motins anti-sikh (1984)
Na década de 1970, os sikhs em Punjab buscavam autonomia e se queixavam da dominação pelos hindus. O governo de Indira Gandhi prendeu milhares de sikhs por sua oposição e demandas particularmente durante emergência indiana. Na tentativa de Indira Gandhi de "salvar a democracia” através do estado de emergência, a constituição da Índia foi suspensa, 140.000 pessoas foram presas sem o devido processo, dos quais 40.000 foram sikhs.
Depois que a Emergência foi suspensa, durante as eleições, ela apoiou Jarnail Bhindranwale, líder sikh, em um esforço para comprometer o Akali Dal, o maior partido político sikh. No entanto, Bhindranwale começou a se opor ao governo central e mudou a sua base política para o Darbar Sahib (Templo Dourado) em Amritsar, exigindo a criação de Punjab como um novo país. Em junho de 1984, sob as ordens de Indira Gandhi, o exército indiano atacou o Templo Dourado com tanques e veículos blindados. Milhares de sikhs morreram durante o ataque. Em retaliação à invasão do Templo Dourado, Indira Gandhi foi assassinada em 31 de outubro 1984 por dois guarda-costas sikhs.
O assassinato provocou motins em massa contra os sikh. Durante os pogroms anti-sikhs de 1984 em Delhi, as autoridades governamentais e policiais do partido Congresso Nacional Indiano auxiliaram gangues em atacar de "forma metódica e sistemática" os sikhs e suas casas. Como resultado dos pogroms, entre 10.000 a 17.000 foram queimados vivos ou mortos de outra forma, a população sikh sofreu danos à propriedade em massa, e pelo menos 50 mil sikhs foram deslocados.
Os motins de 1984 alimentaram o movimento de insurgência dos sikhs. Nos anos de pico da insurgência, a violência religiosa pelos separatistas, grupos patrocinados pelo governo, e os braços paramilitares do governo era endêmica em todos os lados. A Human Rights Watch relata que os separatistas foram responsáveis por "massacres de civis, ataques contra minorias hindus no estado, ataques à bomba indiscriminados em lugares aglomerados, e o assassinato de vários líderes políticos". A Human Rights Watch também afirmou que a resposta do governo indiano "levou à detenção arbitrária, tortura, execuções extrajudiciais e desaparecimento forçado de milhares de sikhs". A insurgência paralisou a economia do Punjab até que iniciativas de paz e eleições foram realizadas em 1990. As denúncias de encobrimento e “blindagem” de líderes políticos do Congresso Nacional Indiano sobre o seu papel nos crimes do motim de 1984 têm sido generalizadas.

### Limpeza étnica dos hindus caxemires
Na região da Caxemira, aproximadamente 300  pânditas caxemires foram mortos entre setembro de 1989 a 1990, em vários incidentes. No início de 1990, os jornais locais urdus Aftab e Al Safam convocaram os caxemires para uma jihad contra a Índia e ordenaram a expulsão de todos os hindus que optassem permanecer na Caxemira. Nos dias seguintes homens mascarados corriam pelas ruas disparando com AK-47 para matar hindus que não saíram. Avisos foram colocados nas casas de todos os hindus, dizendo-lhes que deveriam sair dentro de 24 horas ou morreriam.
Desde março de 1990, estimativas de entre 300.000 a 500.000 pânditas emigraram da Caxemira devido à perseguição por fundamentalistas islâmicos no maior caso de limpeza étnica desde a partição da Índia. A proporção de pânditas caxemires no vale da Caxemira diminuiu de cerca de 15% em 1947 para, segundo algumas estimativas, menos de 0,1% desde que a insurgência na Caxemira assumiu um interesse religioso e sectário.
Muitos pânditas caxemires foram mortos por militantes islâmicos em incidentes como o massacre de Wandhama em 1998 e o massacre dos peregrinos do Templo Amarnath em 2000. Os incidentes de massacres e expulsão forçada têm sido denominados de limpeza étnica por alguns observadores.

### Envolvimento religioso na militância no nordeste da Índia
A religião começou a desempenhar um papel crescente no sentido de reforçar as divisões étnicas entre décadas de movimentos separatistas militantes no nordeste da Índia.
O grupo separatista Frente de Libertação Nacional de Tripura (NLFT) proclamou a proibição do culto hindu e atacou membros das tribos animistas Reang e hindus Jamatia, no estado de Tripura. Alguns líderes tribais que resistiram foram mortos e algumas mulheres das tribos estupradas.
Segundo o governo de Tripura, a Igreja Batista de Tripura está envolvida no apoio ao NLFT e duas autoridades da igreja foram presas em 2000, uma delas por posse de explosivos. No final de 2004, a Frente Nacional de Libertação de Tripura proibiu todas as celebrações hindus de Durga Puja e Saraswati Puja. Na insurgência Naga, militantes tentam explorar a base ideológica cristã para a sua causa.

### Violência contra muçulmanos
A história da Índia moderna tem muitos incidentes de violência entre comunidades. Durante a partição de 1947 houve violência religiosa entre muçulmanos e hindus, muçulmanos e sikhs e muçulmanos e jainas em uma escala gigantesca. Centenas de tumultos religiosos foram registrados desde então, em todas as décadas na Índia independente. Nesses distúrbios, as vítimas incluíram muitos muçulmanos, hindus, sikhs, cristãos, jainas e budistas.
Em 6 de dezembro de 1992, os membros do Vishva Hindu Parishad e Bajrang Dal destruíram a Mesquita Babri Masjid de 430 anos em Ayodhya - foi alegado pelos hindus que a mesquita foi construída sobre o local de nascimento da antiga divindade Rama (e uma corte de Allahabad em 2010 determinou que o local foi de fato um monumento hindu antes da mesquita ser construída ali, com base em provas apresentadas pelo Inquérito Arqueológico da Índia). Esta ação alegadamente causou humilhação para a comunidade muçulmana. Os conflitos religiosos resultantes provocaram pelo menos 1.200 mortes. Desde então, o governo da Índia bloqueou ou fortemente aumentou a segurança nesses locais disputados ao incentivar tentativas de resolver esses litígios através de processos judiciais e negociações.
Na sequência da destruição da Mesquita Babri em Ayodhya por nacionalistas hindus em 6 de dezembro de 1992, motins ocorreram entre hindus e muçulmanos na cidade de Mumbai. Quatro pessoas morreram em um incêndio no mercado madeireiro Asalpha em Ghatkopar, cinco foram mortos no incêndio de Bainganwadi; barracos ao longo da linha de trajeto portuário entre as estações Sewri e Cotton Green foram destruídos; e um casal foi retirado de um riquixá na vila Asalpha e queimado até a morte. Os motins alteraram bastante a demografia de Mumbai, uma vez que os hindus se mudaram para áreas de maioria hindu e os muçulmanos se mudaram para áreas de maioria muçulmana.

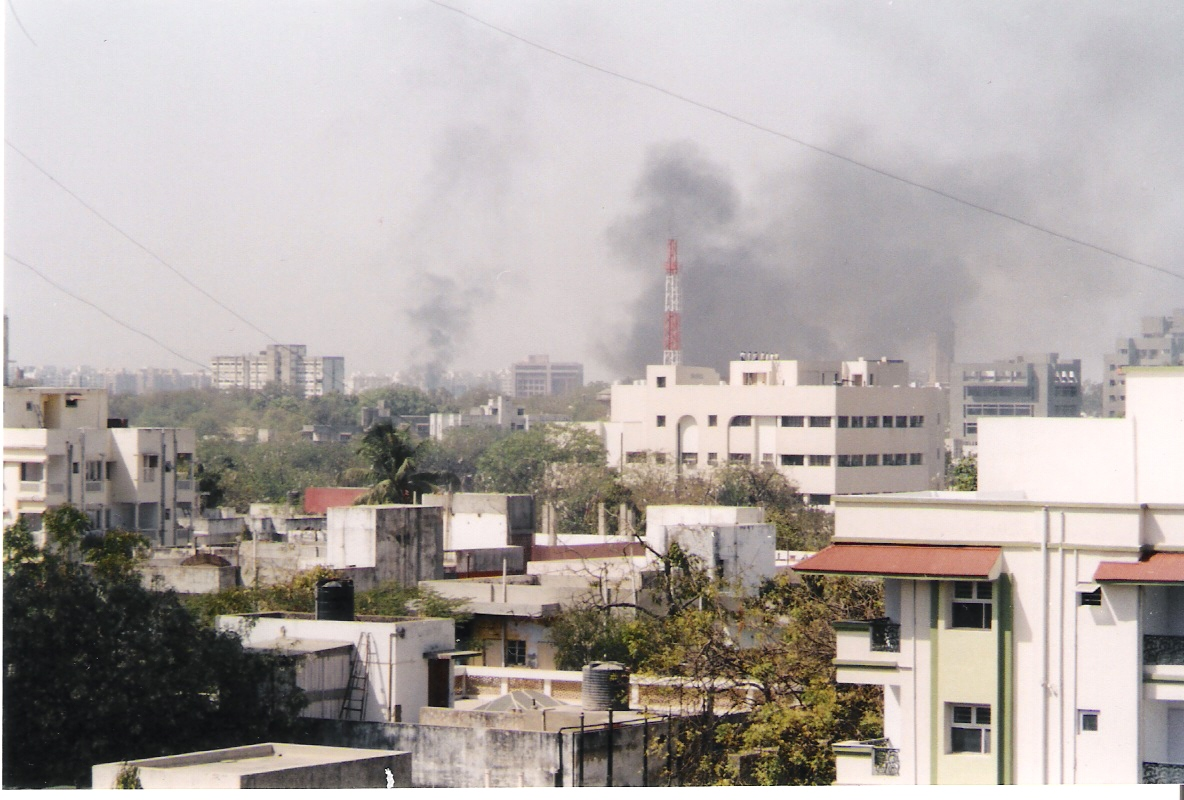
Muitos edifícios de Ahmedabad foram incendiados na violência em Gujarat em 2002.

O incidente do incêndio ao trem Godhra, no qual hindus foram queimados vivos, alegadamente por muçulmanos ao fechar a porta do trem, levaram aos distúrbios em Gujarat em 2002, no qual na maioria dos mortos foram muçulmanos em um ato de retaliação. De acordo com o número de mortos dado ao parlamento em 11 de maio de 2005 pelo governo da Aliança Progressista Unida, 790 muçulmanos e 254 hindus foram mortos e outros 2.548 feridos. 223 pessoas estão desaparecidas. O relatório colocou o número de viúvas do motim em 919 e 606 crianças foram declaradas órfãs. De acordo com um grupo de defesa interno, o número de mortes passou de 2000. De acordo com o Congressional Research Service até 2000 pessoas foram mortas na violência.
Dezenas de milhares de pessoas foram deslocadas de suas casas por causa da violência. De acordo com a repórter do New York Times Celia Williams Dugger, as testemunhas ficaram consternadas com a falta de intervenção da polícia local, que muitas vezes assistia os acontecimentos e não tomou nenhuma ação contra os ataques aos muçulmanos e a sua propriedade. Líderes do Sangh Parivar, bem como o governo de Gujarat  sustentam que a violência foi tumultos ou conflitos intercomunitários - reação espontânea e incontrolável pelo incêndio do trem Godhra.
O governo da Índia aplicou quase todas as recomendações do Comitê de Sachar para ajudar os muçulmanos.

### Violência contra cristãos
Um relatório de 1999 da Human Rights Watch indica níveis crescentes de violência religiosa contra os cristãos na Índia, perpetrados por organizações hindus. Em 2000, os atos de violência religiosa contra os cristãos incluíram reconversão forçada de cristãos convertidos ao hinduísmo, distribuição de literatura ameaçadora e destruição de cemitérios cristãos.
Em Orissa, a partir de dezembro de 2007, os cristãos foram atacados em Kandhamal e outros distritos, o que resultou na morte de dois hindus e um cristão, e a destruição de casas e igrejas. Os hindus afirmaram que os cristãos mataram um santo hindu Laxmananand, e os ataques aos cristãos foram retaliação. Entretanto, não houve provas conclusivas para apoiar esta reivindicação. Vinte pessoas foram detidas na sequência dos ataques às igrejas. Da mesma forma, a partir de 14 de setembro de 2008, houve vários incidentes de violência contra a comunidade cristã em Karnataka.
Em 2007, os missionários cristãos estrangeiros se tornaram alvos de ataques. Um missionário australiano, foi queimado vivo enquanto estava dormindo em sua caminhonete na vila Manoharpur no distrito de Keonjhar em Orissa, em janeiro de 1999. Em 2003, Dara Singh foi condenado por liderar a gangue  responsável.
Em seus relatórios anuais sobre os direitos humanos de 1999, o Departamento de Estado dos Estados Unidos criticou a Índia pelo "aumento da violência social contra os cristãos". O relatório listou mais de 90 incidentes de violência anticristã, que vão desde danos ao patrimônio religioso à violência contra peregrinos cristãos.
Em Madhya Pradesh, pessoas não identificadas deformaram  duas estátuas dentro da Igreja de São Pedro e Paulo em Jabalpur em chamas.  Em Karnataka, a violência religiosa foi direcionada contra os cristãos em 2008.

### Violência contra hindus

A passagem para o mandap permanente de Durga de Chattalpalli sendo fechada para evitar que os hindus entrassem na área

Tem ocorrido uma série de ataques mais recentes a templos hindus e aos hindus por militantes muçulmanos. Destacam-se entre eles estão o massacre de Chamba de 1998, os ataques fidayeen no Templo Raghunath em 2002, o ataque ao Templo Akshardham em 2002 supostamente perpetrado pela organização terrorista islâmica Lashkar-e-Toiba e os atentados de Varanasi em 2006 (supostamente perpetrados pelo Lashkar-e-Toiba ), resultando em muitas mortes e feridos. Os recentes ataques contra hindus por multidões de muçulmanos incluem o massacre de Marad, o incêndio no trem Godhra , etc.
Em agosto de 2000, Swami Shanti Kali, um popular sacerdote hindu, foi morto a tiros dentro de seu ashram, no estado indiano de Tripura. Os relatórios da polícia sobre o incidente identificaram dez membros da organização militante cristã NLFT, como sendo responsáveis pelo assassinato. Em 4 de dezembro de 2000, quase três meses depois de sua morte, um ashram, instituído por Shanti Kali em Chachu Bazar perto da delegacia de polícia de Sidhai foi invadido por militantes cristãos pertencentes à NLFT. Onze dos ashrams do sacerdote, escolas e orfanatos em todo o estado foram fechados pela NLFT.
Em setembro de 2008, Swami Laxmanananda, um popular guru hindu regional foi assassinado junto com quatro de seus discípulos por atacantes desconhecidos (embora uma organização maoísta mais tarde assumisse a responsabilidade por isso), alegadamente devido à oposição provocativa do guru das atividades de conversão e propaganda missionária dos cristãos [carece de fontes?]. Mais tarde, a polícia prendeu três cristãos em conexão com o assassinato. O deputado do Congresso Radhakant Nayak também tem sido apontado como uma pessoa suspeita no assassinato, com alguns líderes hindus pedindo a sua prisão.
Incidentes menores de violência religiosa aconteceram em muitas cidades e vilas na Índia. Em outubro de 2005, cinco pessoas foram mortas em Mau em Uttar Pradesh durante um tumulto entre hindus e muçulmanos, que foi desencadeado pela proposta de celebração de um festival Hindu.
Em 3 e 4 de janeiro de 2002, três hindus e dois muçulmanos foram mortos em Marad, perto Calecute devido a confrontos entre dois grupos que começaram depois de uma disputa por água potável. Em 2001 três muçulmanos foram mortos por Rashtreeys Sevak Sangam ; em resposta a este incidente, em 2 de maio de 2003, oito hindus foram mortos por uma multidão de muçulmanos, no que se acredita ser uma continuação do incidente anterior. Um dos agressores, Mohammed Ashker foi morto durante o caos . A Frente Nacional de Desenvolvimento (NDF), uma organização militante islâmica de direita foi suspeita como perpetradora do massacre de Marad.
Nos distúrbios de Deganga em 2010 depois que centenas de estabelecimentos comerciais e residências hindus foram saqueadas, destruídas e queimadas, dezenas de hindus foram gravemente feridos e vários templos hindus profanados e vandalizados por multidões islamitas liderada pelo deputado do  Trinamul Congress Haji Nurul Islam. Três anos mais tarde, durante os motins de Canning em 2013,  várias centenas de empresas hindus foram alvejadas e destruídas por multidões islâmicas, no estado indiano de Bengala Ocidental.
A violência religiosa provocou morte, ferimentos e danos a inúmeros hindus. Por exemplo, 254 hindus foram mortos nos motins de Gujarat em 2002,  dos quais metade foram mortos em disparos da polícia e o restante pelos desordeiros. Nos tumultos de Bombaim em 1992, 275 hindus morreram.